# Krzysztof Putra

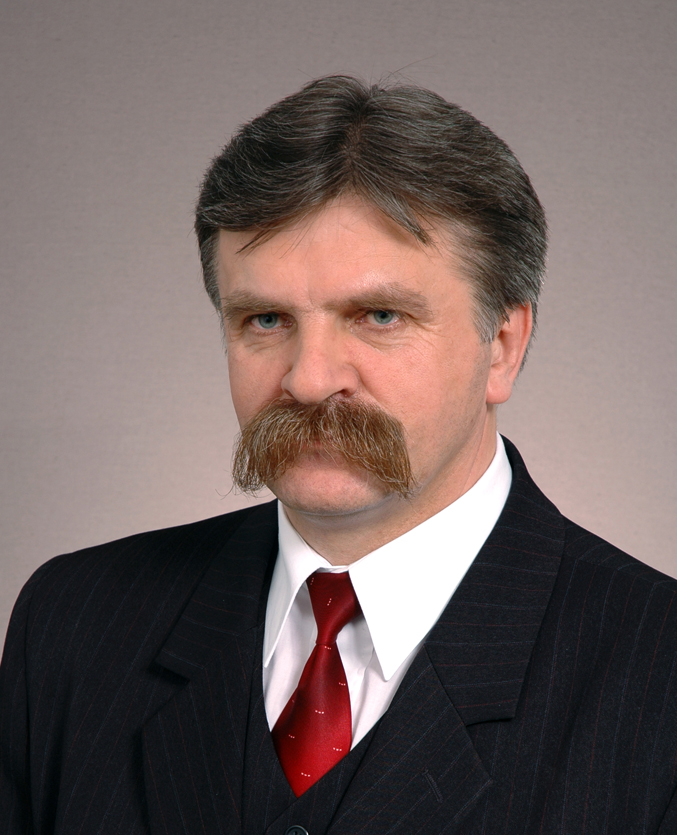
Krzysztof Jakub Putra (2005)

Krzysztof Jakub Putra (* 4. Juli 1957 in Józefowo in der Woiwodschaft Białystok; † 10. April 2010 bei Smolensk, Russland) war ein polnischer Politiker (PC, PiS), Er war von 2005 bis 2007 Senator, stellvertretender Senatsmarschall, von 1989 bis 1993 und von 2007 bis zu seinem Tod Abgeordneter im Sejm in der X. (Volksrepublik), I. und VI. (Dritte Republik) Wahlperiode und stellvertretender Sejmmarschall – ebenfalls in der VI. Wahlperiode.

## Leben und Beruf
Von 1975 bis 1994 arbeitete Putra in der Fabryka Przyrządów i Uchwytów „Bison-Bial“ in Białystok, zunächst als einfacher Mechaniker und ab 1983 als Meister. 1985/86 war er dort stellvertretender Vorsitzender des Betriebsrats und 1987/88 Betriebsratsvorsitzender.
Putra hinterließ seine Frau und acht Kinder.

## Politik
Ab August 1980 gehörte Putra der unabhängigen Gewerkschaft Solidarność an. Bei den Wahlen zum Vertragssejm 1989 wurde er für Bürgerkomitee Solidarność in das Parlament gewählt. 1990 gehörte Putra zu den Mitbegründern der Porozumienie Centrum (PC) und wurde deren Vorsitzender in der Woiwodschaft Białystok. Bei der ersten vollständig freien Wahl 1991 wurde er für dieser Partei erneut in den Sejm gewählt. 2001 gehörte er zu den Mitbegründern von Prawo i Sprawiedliwość (PiS) und war bis zu seinem Tod Präsident der PiS in der Woiwodschaft Podlachien. In den Jahren von 2002 bis 2005 hatte er einen Sitz im Sejmik der Woiwodschaft Podlachien inne. Bei der Parlamentswahl in Polen 2005 wurde Putra in den Senat der Republik Polen gewählt. Vom 27. Oktober 2005 bis zum 4. November 2007 war er stellvertretender Senatsmarschall. Putra errang ein Abgeordnetenmandat bei der Parlamentswahl in Polen 2007, wo er im Wahlbezirk Białystok 53651 Stimmen erhielt. Am 5. November 2007 kandidierte er für die Parlamentsfraktion der PiS als Sejmmarschall; er verlor jedoch gegen Bronisław Komorowski, den Kandidaten der Platforma Obywatelska, mit einem Stimmenverhältnis von 160 zu 292 und wurde einen Tag später zum stellvertretenden Sejmmarschall gewählt.
Am 10. April 2010 gehörte Krzysztof Jakub Putra zu einer polnischen Delegation um Staatspräsident Lech Kaczyński, die anlässlich des siebzigsten Jahrestages des Massakers von Katyn zur Gedenkstätte nach Russland reisen sollte. Bei einem Flugunfall der Delegation nahe dem Militärflugplatz Smolensk-Nord kam er jedoch gemeinsam mit weiteren hochrangigen Repräsentanten Polens ums Leben. 

## Ehrungen
2008 wurde Putra mit dem Großkreuz des portugiesischen Verdienstordens ausgezeichnet. Postum wurde ihm am 16. April 2010 das Komturkreuz mit Stern des Ordens Polonia Restituta verliehen.